# Yngve Stoor
Hans Yngve Stoor, född 5 april 1912 i Stora Kopparbergs församling, Kopparbergs län, död 3 oktober 1985 i Älvsjö, Stockholm, var en svensk sångare, sångtextförfattare och kompositör. 

## Biografi
Stoor lärde sig i unga år att spela mandolin och fiol, men övergick småningom till att spela hawaiigitarr och blev musiker och kompositör på heltid. Han bildade Yngve Stoors Hawaii-kvintett 1928, som bestod av brodern Erland samt syskonen Vanja och Nils Häggblad samt Nils hustru Gerda. Han debuterade i radio 1932 och spelade in sin första grammofonskiva 1934; sammanlagt lär han hunnit med att spela in cirka 500 melodier på skiva varav, cirka 300 är egna kompositioner. "Sjömansjul på Hawaii" blev den mest framgångsrika sången.
Han grundade tillsammans med sin bror musikförlaget Schlagerförlaget 1947,  och tillsammans med Willard Ringstrand, Helge Roundquist, Arhur Rydin och Thore Ehrling skivbolaget Cupol. Under 1950-talet samarbetade han mycket med den finländska sångtrion Harmony Sisters. Han drev under senare år en musikaffär på Hantverkargatan 54 på Kungsholmen i Stockholm.
Yngve Stoor var far till Willard Stoor (f. 1942), döpt efter Willard Ringstrand, och farbror till Bosse Stoor.

## Diskografi (urval)
- Min hula, debutskivan
- Lou Lou
- Aftonklockorna
- Av pappa finns endast ett foto... (My Daddy is Only a Picture) - Yngve Stoor med sin Hawaiiorkester
- Blomman från Hawaii - Sven-Olof Sandberg - Willard Ringstrands orkester
- Cairo Nights - Einar Grothsorkester
- Carolina Moon - Harry Brandelius - Thore Ehrlings orkester
- Dina händer små (Lovely Hula Hands) - Raya Avellán - Yngve Stoor med sin orkester
- En dalmas på Hawaii - Carl Jularbos orkester
- 'God Jul-visan från Hawaii - Harmony Sisters
- 'Samoa - Gösta "Snoddas" Nordgren - Jerry Högstedts orkester
- Wien, mina drömmar stad (Wien, du Stadt meiner Träume) - Instrumental - Yngve Stoor med sin Schrammelorkester
- Drömmen om Tahiti - Walter Hallberg
- Sagoön- Helge Mauritz
- Aloha Oe - Jag älskar dig - Johnny Bode
- Drömmarnas kaj, - Hilmer Borgeling
- Geelong - Björn Forsell
- Kärlek är kärlek - Ulla Billquist
- Kärlekspromenaden, - Charles Redlands orkester
- Sjömansjul på Hawaii

## Filmografi (roller)
- 1949 – Kvinnan som försvann - hawaiigitarr och sång